# Capeta
Capeta (яп. カペタ Капэта) — японская манга о картинге, автором которой является Масахито Сода. Манга получила премию Коданся как лучшее произведение в жанре сёнэн в 2005 году. На основе сюжета манги студией Studio Comet был выпущен аниме-сериал, который транслировался по телеканалу TV Tokyo с 4 октября 2005 года по 26 сентября 2006 года. Всего выпущено 52 серии аниме. Манга состоит из трёх отдельных частей. Первая часть описывает первый опыт 10-летнего Капэты в гонках. Во второй части действие происходит через 4 года, Капэта пытается справляться со своими растущими финансовыми проблемами из-за высокой стоимости участия в картинге. В третьей части Капэта, уже набравшийся опыта в гонках, стремится побить своего заклятого соперника, став профессиональным гонщиком, участвуя в Формуле-3. В произведении есть множество отсылок к Initial D.

## Сюжет

### Первая часть
Каппэйта Тайра (яп. 平 勝平太), или же просто Капэта (яп. カペタ), 10-летний мальчик, чей одинокий отец Сигэо Тайра (яп. 平 茂雄) работает на компанию по мощению дорожек. Зная о том, что его сын питает интерес к гоночным автомобилям (Формуле-1), отец ремонтирует выброшенную на свалку раму карта, устанавлиает на неё четырехтактный двигатель от бензинового генератора и приводит своего сына на картинговую трассу покататься. Сам главный герой, несмотря на проблемы с машиной, быстро справляется с управлением и на большой скорости, совершив необычный манёвр, обгоняет Наоми Минамото (яп. 源 奈臣), талантливого гонщика и капитана гоночной команды. Это так шокирует Наоми, что в повороте тот съезжает со своей траектории, подрезав Капэту. Его мать и менеджер команды — Нанако Минамото (яп. 源 奈々子) из-за этого приходит в ярость, отругав сына. Однако этот случай не остановил Капэту, который всерьёз решил заняться картингом, а помогать ему стали близкие друзья: Нобу — технический помощник и самопровозглашённый менеджер Манами. Нанако, поражённая способностями Капэты, предлагает ему вступить в свою команду. Однако мальчик и отец отказываются и решают создать свою собственную. Далее он участвует в своей первой гонке. В первый день во время тренировочного заезда мальчик не справляется с управлением и, попав в аварию, ломает карт. Но это не помешало ему участвовать в гонке. На второй день Капэта во время очередного тренировочного заезда быстро забывает о прошлой аварии и в результате устанавливает новый рекорд трассы. Далее он выигрывает свою дебютную гонку, обогнав пилотов из Autohouse Racing, приковывая к себе взгляды зрителей.

### Вторая часть
Капэте уже 14 лет. Он учится в 3-м классе высшей школы юниоров и стал чемпионом в состязании по картингу. Его гоночный номер теперь изменился с 14 на 30. Нобу и Монами продолжают помогать Капэте в продвижении. Теперь они осознают, что сложно выиграть гонки без хорошо финансируемой команды. Во время гонки под ливнем Капэта ради победы доводит себя до предела и из-за несчастного случая ломает ребро. Нобу уговаривает её представителей принять Капэту в школу гонок формулы Стелла, и после госпитализации Капэту принимают туда. Те, увидев талант парня, соглашаются, но при условии, что он не будет допускать ошибок и не сорвётся, при этом главной причиной являются не финансовые убытки, а потеря доверия со стороны клиентов. Так Капэта быстро прогрессирует и становится самым быстрым студентом в школе, однако однажды на гонке из-за несчастного случая Капэта сталкивается с машиной. Ущерб от аварии составил ¥ 1500000. Капэта проходит на второй этап испытаний гонщиков формулы Стелла. Однако после второго этапа его не берут в заводскую команду, несмотря на то, что он показал наравне с другим участником одинаковый результат. Конкуренты заводской команды Persec, пришедшие увидеть финальный этап отбора гонщиков, были впечатлены результатами Капэты и пригласили его к себе в команду.

### Третья часть
Капэте уже 16 лет, и он использует все свои силы, чтобы выиграть в гонке всех талантливых гонщиков своей команды. Нобу признаётся, что он хочет стать лучшим менеджером в гонках и будет поддерживать Капэту до самого конца. Капэта и Наоми соревновались между собой на международном уровне в Гран-при Италии в Монце.

## Список персонажей
Каппэйта Тайра (яп. 平 勝平太 Тайра Каппэйта)
Каппэйта, более известный под коротким именем Капэта — 10-летний мальчик в начале истории, 14 лет во второй части и 16 лет в третьей. Поставил себе цель стать чемпионом мира по картингу после того, как его отец вытащил мальчика на гонки. Его мать давно умерла, и поэтому Капэта с самого детства занимался работой по дому и научился быть самостоятельным. Очень целеустремленный и весёлый парень. Во время гонок доводит себя до предела, забывая о своём теле. Так, в первых гонках Капэта не заметил, как растёр до крови себе ноги. Целеустремлённость Капэта настолько сильна, что он мотивирует своих противников, в частности Наоми, который после первой гонки с Капэтой всегда пытался оставаться на шаг впереди него.
Сэйю: Тодаёси Окимура
Сигэо Тайра (яп. 平 茂雄 Тайра Сигэо)
Отец Капэты. Целыми днями работает, ремонтируя дороги, и очень поздно приходит домой. Усердно старается, чтобы заработать больше денег. Всегда воспринимал Тайру как послушного и идеального ребёнка, который выполнял работу по дому и не создавал лишних проблем. Но позже, поняв, что Капэта может участвовать в гонках, всеми силами поддерживал и продвигал сына как гонщика.
Монами
Друг детства Капэты. Очень вспыльчивая, но на самом деле очень добрая и заботливая. Самый ярый сторонник команды Тайры. Называет себя тренером команды Капэты. Позже становится певицей, чтобы принести больше счастья людям, но всё ещё поддерживает Нобу и Капэту.
Нобу
Сначала был хулиганом и запугивал Капэту, но позже, увидев его мотивацию, стал другом. Позже клянётся стать лучшим менеджером в гонках, становится личным менеджером Капэты и клянётся следовать за ним до конца.
Наоми Минамото (яп. 源 奈臣 Минамото Наоми)
Соперник Капэты, он на 1 год старше его. Очень серьёзно относится к картингу и автомобилям. Осознаёт лучше, чем кто либо другой, несправедливость в мире. Никогда не проигрывает в гонках, но после гонки с Капэтой, начал видеть в нем своего соперника. Хотя говорит, что проявляет малый интерес к Капэте, стремится участвовать в гонках против него.